# Kembainaickenpalayam
Kembainaickenpalayam es una ciudad y nagar Panchayat situada en el distrito de Erode en el estado de Tamil Nadu (India). Su población es de 11103 habitantes (2011).

## Demografía
Según el censo de 2011 la población de Kembainaickenpalayam era de 11103 habitantes, de los cuales 5622 eran hombres y 5481 eran mujeres. Kembainaickenpalayam tiene una tasa media de alfabetización del 58,13%, inferior a la media estatal del 80,09%: la alfabetización masculina es del 67,42%, y la alfabetización femenina del 48,64%.